# Mädchen mit Fruchtschale
Mädchen mit Fruchtschale ist ein in der Berliner Gemäldegalerie ausgestelltes Gemälde. Es wird um 1555 datiert und Tizian zugeschrieben.
Es existieren mehrere Fassungen dieses Gemäldes.

## Material und Technik
Mädchen mit Fruchtschale ist ein mit Ölfarben auf Leinwand gemaltes Gemälde, welches der Gattung der Tafelmalerei angehört. Seine Größe beträgt 106,2 × 84,8 cm.

## Erhaltung
Das Gemälde ist rechts etwas beschnitten und wurde später durch einen 4,2 cm breiten, angesetzten Streifen ergänzt.

## Beschreibung
Als sogenanntes En-face-Porträt in halber Figur wendet sich das Mädchen in diesem rechteckigen Hochformat mit seinem Kopf deutlich zum Betrachter zurück, während sie mit beiden Händen eine mit Früchten (Zitronen, Äpfeln) und Blumen (Rosen) gefüllte Silberschale ungewöhnlich hochhält. Dadurch erhält ihr Körper eine nach hinten geneigte Haltung, die den großzügig ausgeschnittenen Rücken zur Geltung sowie ein gerüschtes Untergewand erst zum Vorschein bringt. Beides geht in eine formumschmeichelnde Stola über. Die gelockte Hochsteckfrisur wird von einem Diadem bekrönt und den Hals umspielt eine Perlenkette mit darüber hängendem, großem Ohrring. Das Mädchen trägt eine aufwendige, zeitgenössische Kleidung sowie kostspielige Accessoires. Besonders ihr zartes Gesicht und der prachtvolle Perlenschmuck sind fein und detailliert gemalt. Dagegen löst sich beim goldbestickten Kleid mit ausgestelltem Rock, engem Korsett und geschlitzten Pagenärmeln die Kontur in einigen Partien auf. Eine ähnliche Vorgehensweise zeigte Tizian bereits in dem Porträt der Clarissa Strozzi von 1542, in welchem Schmuck und Kleidung ebenfalls unterschiedlich strukturiert ausgearbeitet wurden.
In Kombination mit der bewegten Haltung des Mädchens erzeugt diese Oberflächenbehandlung eine gewisse Lebendigkeit – so als habe sie sich gerade in diesem Moment umgedreht. Die Braun- und Goldtöne des Kleides und des Haares schaffen eine zusätzliche Wertigkeit, die mithilfe des Schmucks und den hellen Akzenten noch verstärkt wird. Ein dunkelroter, schwerer Vorhang im Hintergrund der linken Bildhälfte gibt den Blick frei auf eine dunkel gehaltene bergige Landschaft, auf die das Mädchen zuzugehen scheint.

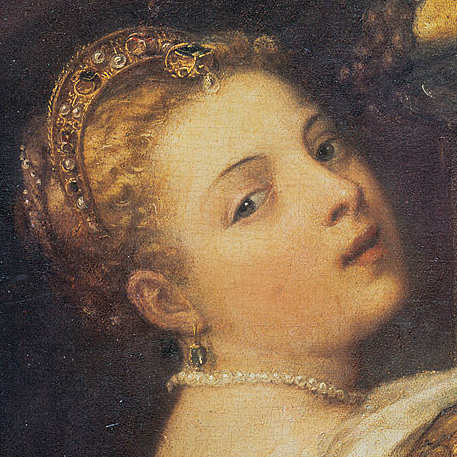
Mädchen mit Fruchtschale, Detail Tizian, um 1555, Öl auf Leinwand, 106,2 × 84,8 cm, Berlin, Gemäldegalerie
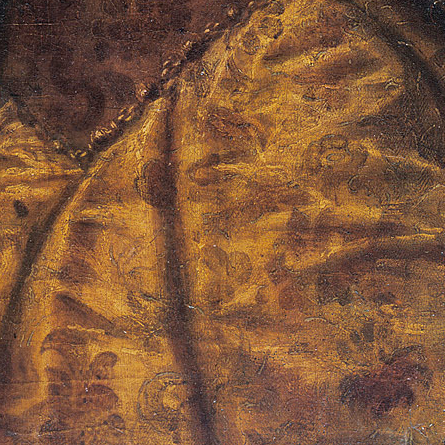
Mädchen mit Fruchtschale, Detail Tizian, um 1555, Öl auf Leinwand, 106,2 × 84,8 cm, Berlin, Gemäldegalerie.
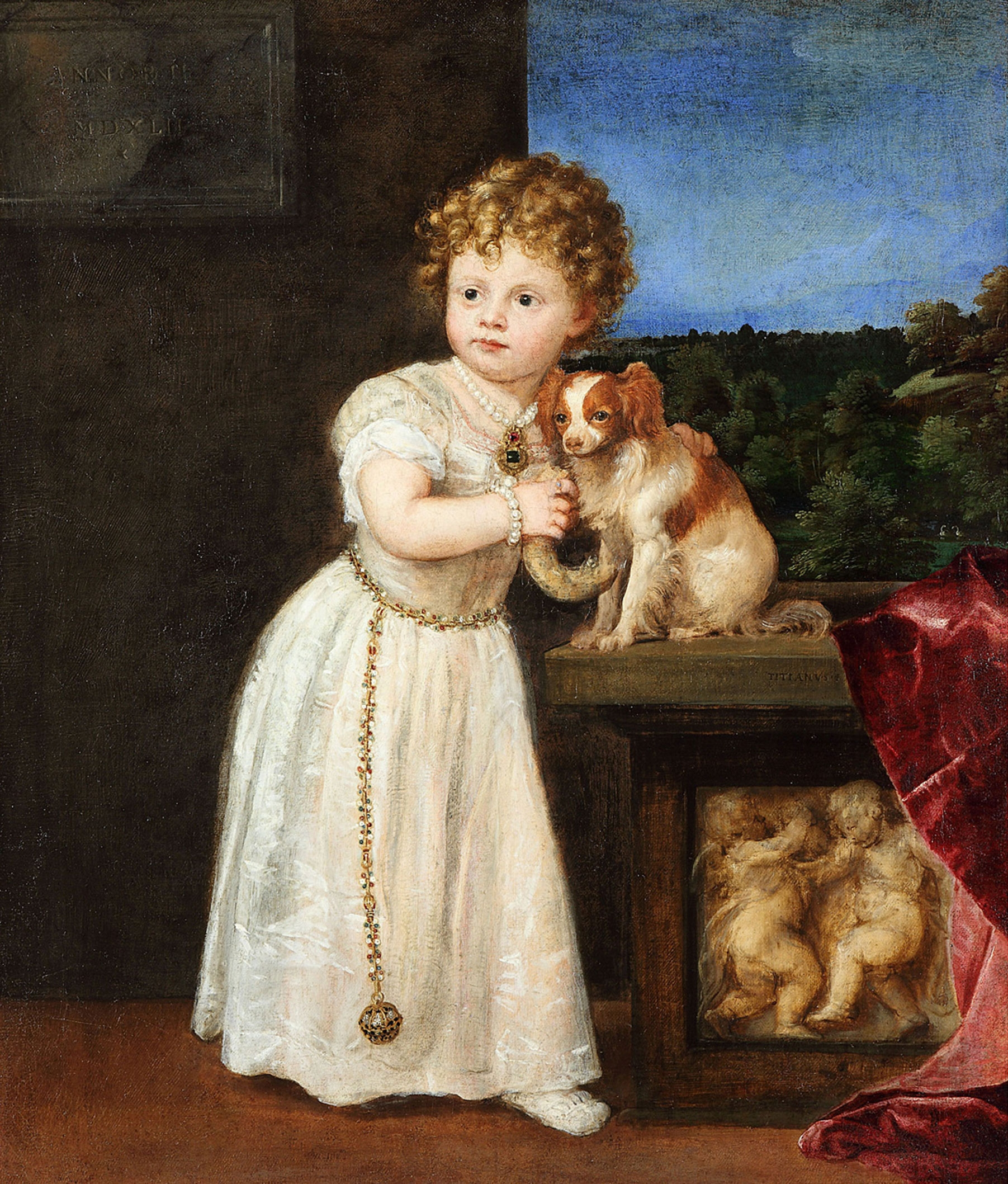
Clarissa Strozzi Tizian, 1542, Öl auf Leinwand, 115 × 98 cm, Berlin, Gemäldegalerie.

## Deutung

Porträt von Tizians Tochter Lavinia
Tizian, 1545, Öl auf Leinwand, 85 × 75 cm, Neapel, Museo di Capodimonte

In älteren Deutungen wurde angenommen, dass es sich bei dem dargestellten Mädchen um ein Porträt von Tizians Tochter Lavinia handelt. Sie taucht in einigen seiner Gemälde auf, in denen eine Ähnlichkeit nahe liegt. Für ein Porträt der Lavinia kann außerdem der Blick auf Tizians Biografie herangezogen werden. Sollte das Entstehungsdatum des Gemäldes um 1555 korrekt sein, so wurde dieses Gemälde ein Jahr nach der Hochzeit von Lavinia mit dem Adligen Cornelio Sarcinelli di Serravalle erstellt. Die kostbare Kleidung und Schmuck könnten damit die üppige Mitgift andeuten, die Lavinia aufgrund des stattlichen Einkommens ihres Vaters besaß. Das Hinzufügen der Frucht- und Rosenattribute würde darüber hinaus den Wohlstand kennzeichnen, aber auch für die Fruchtbarkeit und Schönheit seiner Tochter stehen. Generell gilt die Frucht in der Bildenden Kunst als Symbol der Reife und abgeschlossenen Entwicklung.

Dame in Weiß
Tizian, um 1555, Öl auf Leinwand, 1071 × 1226 cm, Dresden, Gemäldegalerie Alte Meister

In diesem Zusammenhang kann ergänzend das Bildnis der Dame in Weiß herangezogen werden, welches ebenfalls als angebliches Porträt der Lavinia interpretiert und im selben Jahr wie Mädchen mit Fruchtschale angefertigt wurde. Auffällig ist hier die vollständige Kleidung in Weiß, in der Lavinia erneut als Neuvermählte gesehen werden kann.
Jedoch könnte Tizian Lavinia in Mädchen mit Fruchtschale auch lediglich als Vorlage verwendet haben, um sie in einer idealisierten Form für ein anderes Bildthema zu nutzen. Kein Porträt im strengen Sinne wird hier demnach abgebildet. Die Abgebildete bleibt unbekannt, besitzt aber sichtlich narrative Eigenschaften.

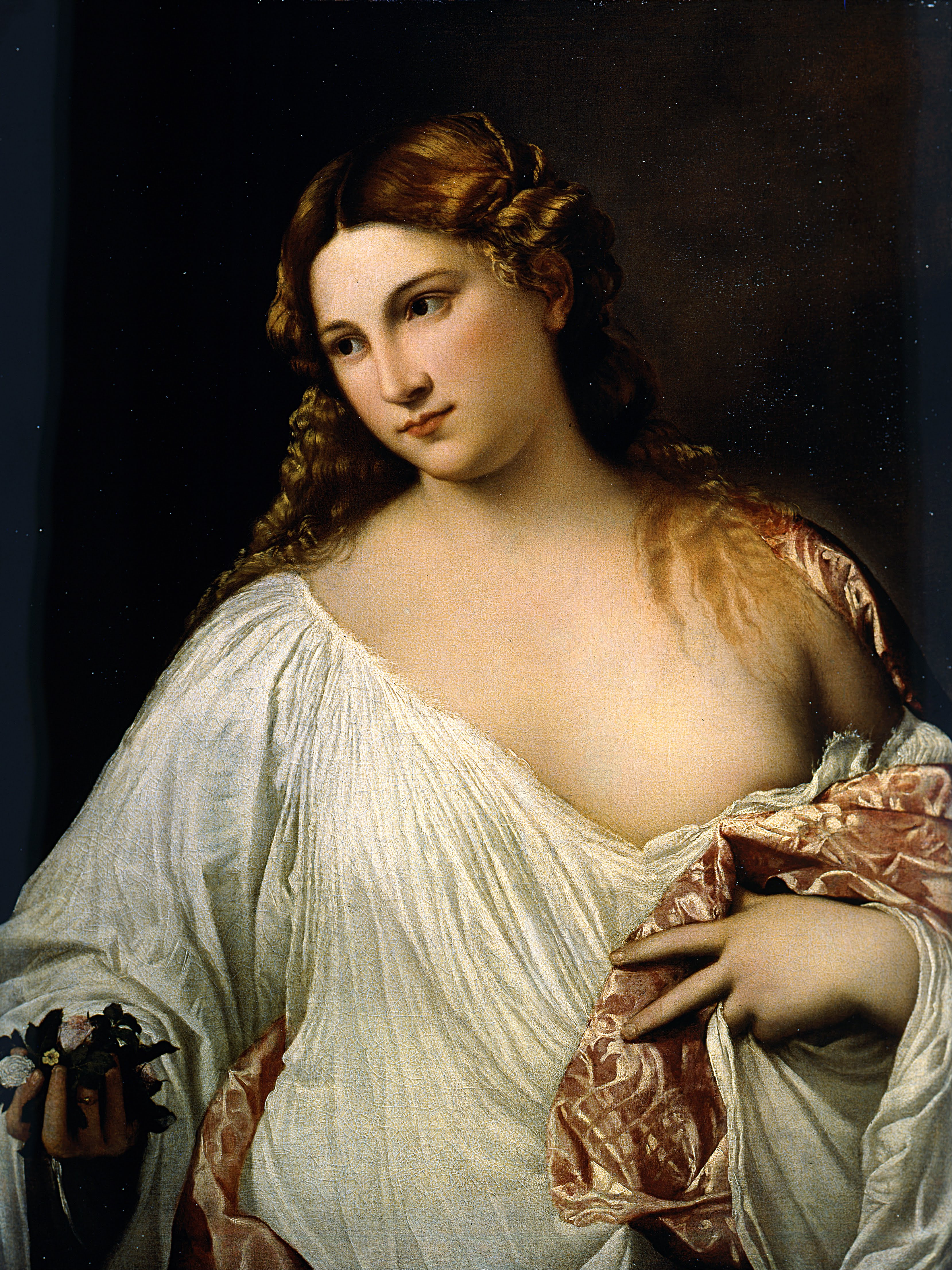
Flora
Tizian, 1515 bis 1520, Öl auf Leinwand, 79,7 × 63,5 cm, Florenz, Galleria degli Uffizi

Vergleichbar mit Tizians Flora in den Uffizien von Florenz, die eine Allegorie des Frühlings darstellt, könnte Mädchen mit Fruchtschale somit außerdem Pomona darstellen, die römische Göttin des herbstlichen Obstsegens. Danach würde sie die Allegorie der Fruchtbarkeit repräsentieren. Einen entscheidenden Hinweis darauf gibt Nicolò Stoppio, der Kunstagent der Fugger, der 1568 und 1569 an Jacop Fugger geschrieben habe, dass Jacopo Strada, der Maler, Kunsthändler und Agent von Kaiser Maximilian II. und Rudolf II., eine Dea Pomona von Tizian erhalten habe. Dieses Bild sei in den Inventaren der kaiserlichen Sammlung in Prag (1619, 1621) wieder aufgetaucht, von den Schweden erbeutet und zuletzt im Inventar der Königin Christine von Schweden (1656) aufgeführt worden. Nach Erwin Panofsky (1969) sei es möglicherweise mit dem Berliner Bild zu identifizieren.

## Datierung
Von dem Berliner Bild sollen verschiedene spätere Varianten von Tizians Hand existieren, wie zum Beispiel in Madrid im Museo del Prado als Salome. Hiernach wird davon ausgegangen, dass alle weiteren Fassungen später als das Berliner Bild entstanden sind, also nach 1555 und dass das Berliner Bild damit den Prototypus darstellt. Aufgrund der Datierung auf 1550 bis 1555 bestimmt das Museo del Prado hingegen das Gemälde der Salome als Ursprungsfassung. Auf dem Bild ist der Kopf Johannes des Täufers auf einem Tablett, während hier und in anderen von Tizian und seiner Werkstatt gemalten Varianten die Figur Früchte trage und sich hiernach vom Madrider Gemälde abgeleitet haben. Auch Sotheby’s, welches eine spätere Version dieser Komposition mit der Darstellung der Pomona aus der Sammlung George Encil verwaltet, geht davon aus, dass sich dieser Entwurf von Tizians Salome ableite.

## Fassungen
Weitere, variierende Fassungen
1. Salome mit dem Haupt des Täufers auf einer Silberschale, 1550–1555, Madrid, Museo del Prado.
2. Mädchen mit einem Schmuckkästchen auf einer Silberschale, London, Slg. Mrs. Abbott.
3. Mädchen mit Fruchtschale in ärmellosem Gewand, mit abweichenden Gesichtszügen und Haarschmuck, Pomona, 1562–1563, Montreal, ehemals Slg. George Encil, Montreal.
4. Mädchen mit Fruchtschale (zwei Melonen) in antikisierender Gewandung und Haarschmuck, offenbar als Pomona, 1621–1624, überliefert in einer Zeichnung van Dycks und einem Stich Wenzel Hollars.[6]

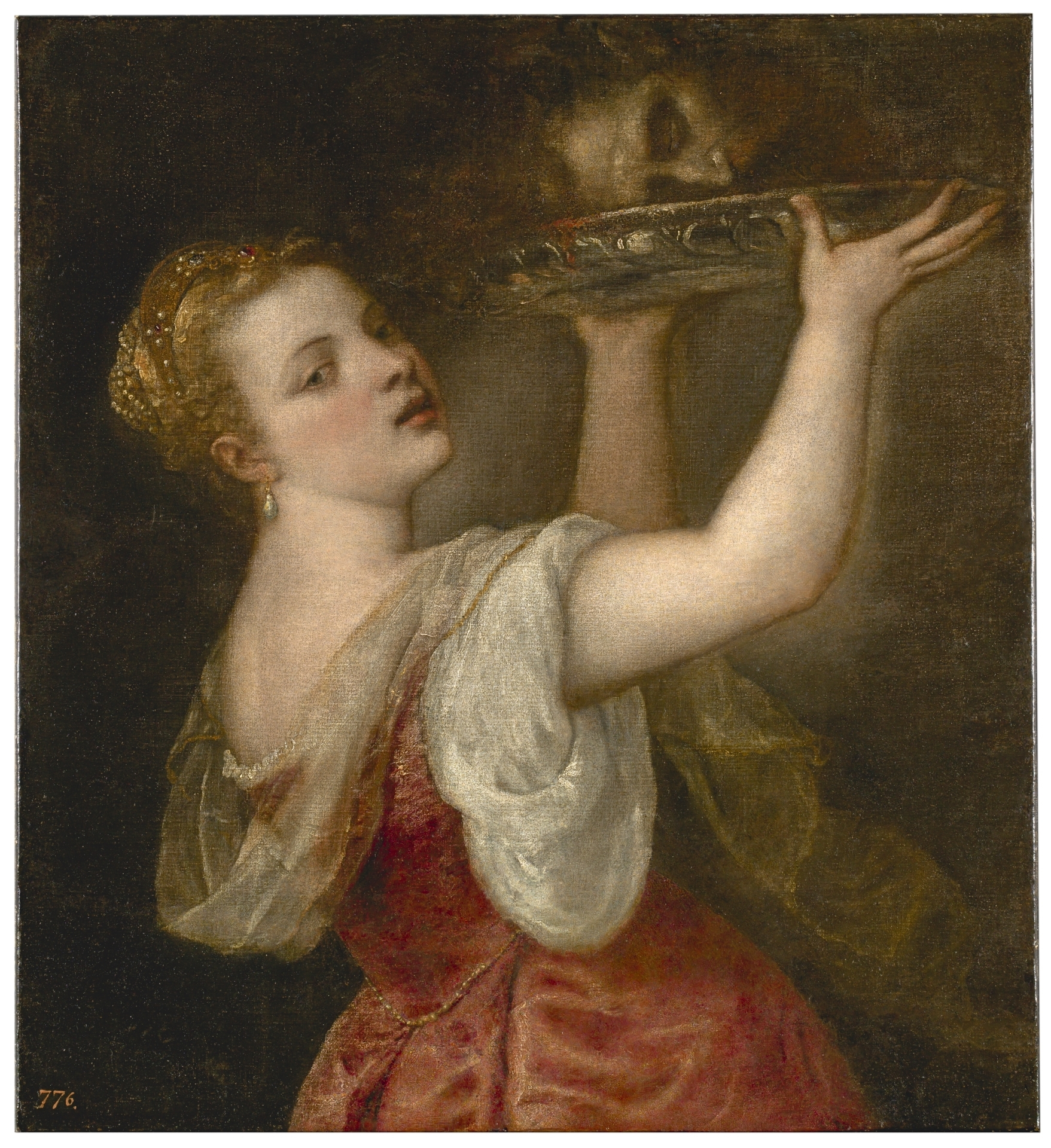
Salome Tizian, 1550–1555, Öl auf Leinwand, 87 × 80 cm, Madrid, Museo del Prado
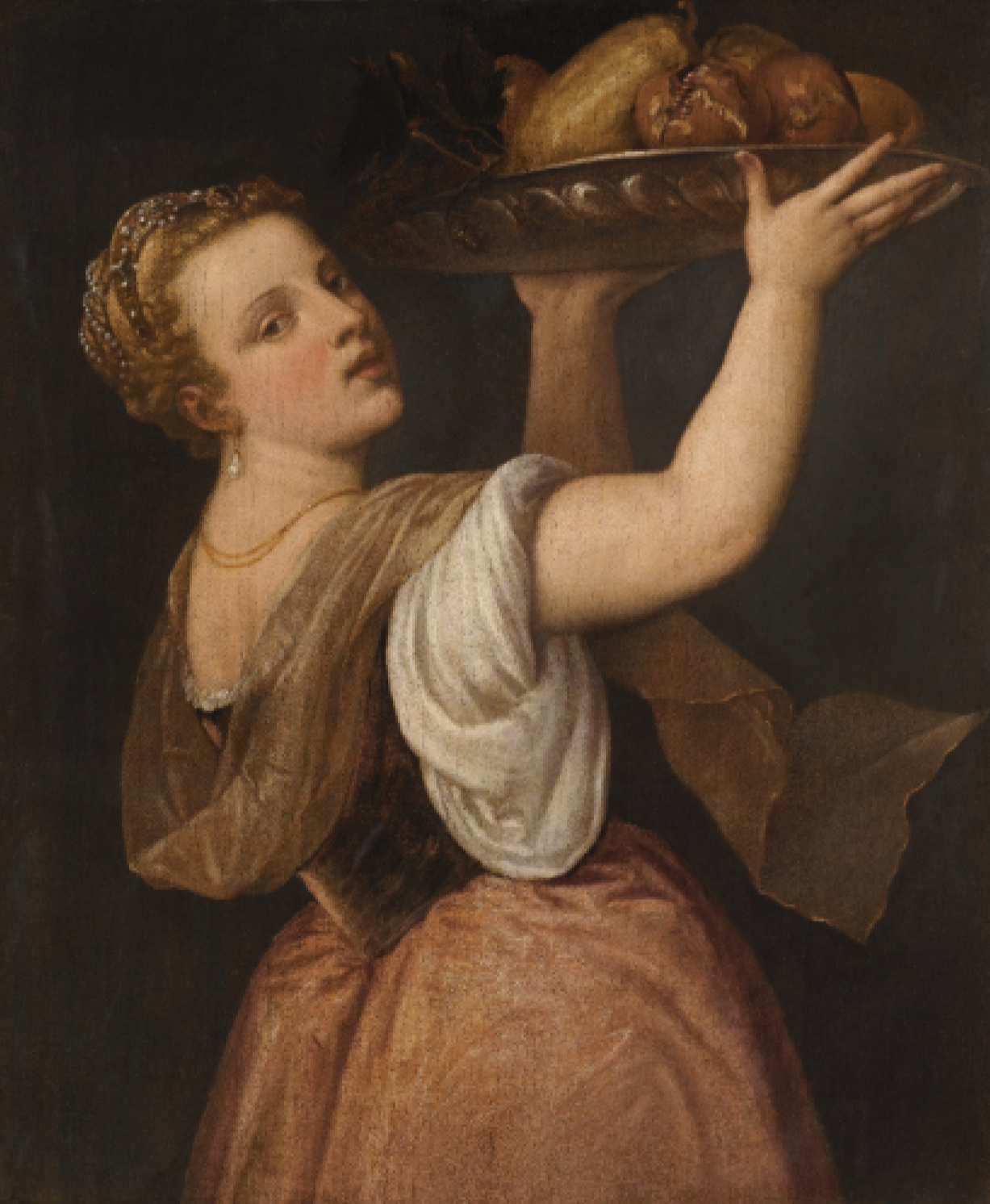
Pomona Tizian, 1562–63, Öl auf Leinwand, 102 × 82,5 cm, Kunsthandel, ehemals Slg. George Encil, Montreal